# Hvožďany (okres Domažlice)
Hvožďany (německy Hoslau) jsou obec v okrese Domažlice v Plzeňském kraji. Nachází se třináct kilometrů severozápadně od Domažlic a dva kilometry západně od Poběžovic. Žije v ní 38 obyvatel.

## Historie
První písemná zmínka o obci pochází z roku 1239.

## Obyvatelstvo
| Rok            | 1869 | 1880 | 1890 | 1900 | 1910 | 1921 | 1930 | 1950 | 1961 | 1970 | 1980 | 1991 | 2001 | 2011 | 2021 |
| -------------- | ---- | ---- | ---- | ---- | ---- | ---- | ---- | ---- | ---- | ---- | ---- | ---- | ---- | ---- | ---- |
| Počet obyvatel | 208  | 158  | 163  | 144  | 145  | 154  | 145  | 62   | 54   | 49   | 42   | 36   | 34   | 32   | 31   |
| Počet domů     | 25   | 25   | 23   | 22   | 23   | 25   | 26   | 29   | 12   | 12   | 12   | 15   | 17   | 15   | 17   |

## Obecní správa
Mezi lety 1850–1879 patřily Hvožďany jako osada obce k Mnichovu v okrese Horšův Týn. V letech 1880–1960 byly obcí v okrese Horšovský Týn (1880–1950) (v letech 1880–1910 Horšův Týn) a později v okrese Domažlice. V letech 1960–1979 patřily znovu jako část obce k Mnichovu. Od 1. července 1979 do 23. listopadu 1990 patřily jako část města ke Poběžovicím a od 24. listopadu 1990 jsou opět samostatnou obcí.

## Pamětihodnosti
Do malé části katastrálního území obce, na severovýchodním úbočí vrchu Skalky, zasahuje přírodní rezervace Drahotínský les. Západně od vesnice se nachází přírodní památka Hvožďanská louka.

## Galerie

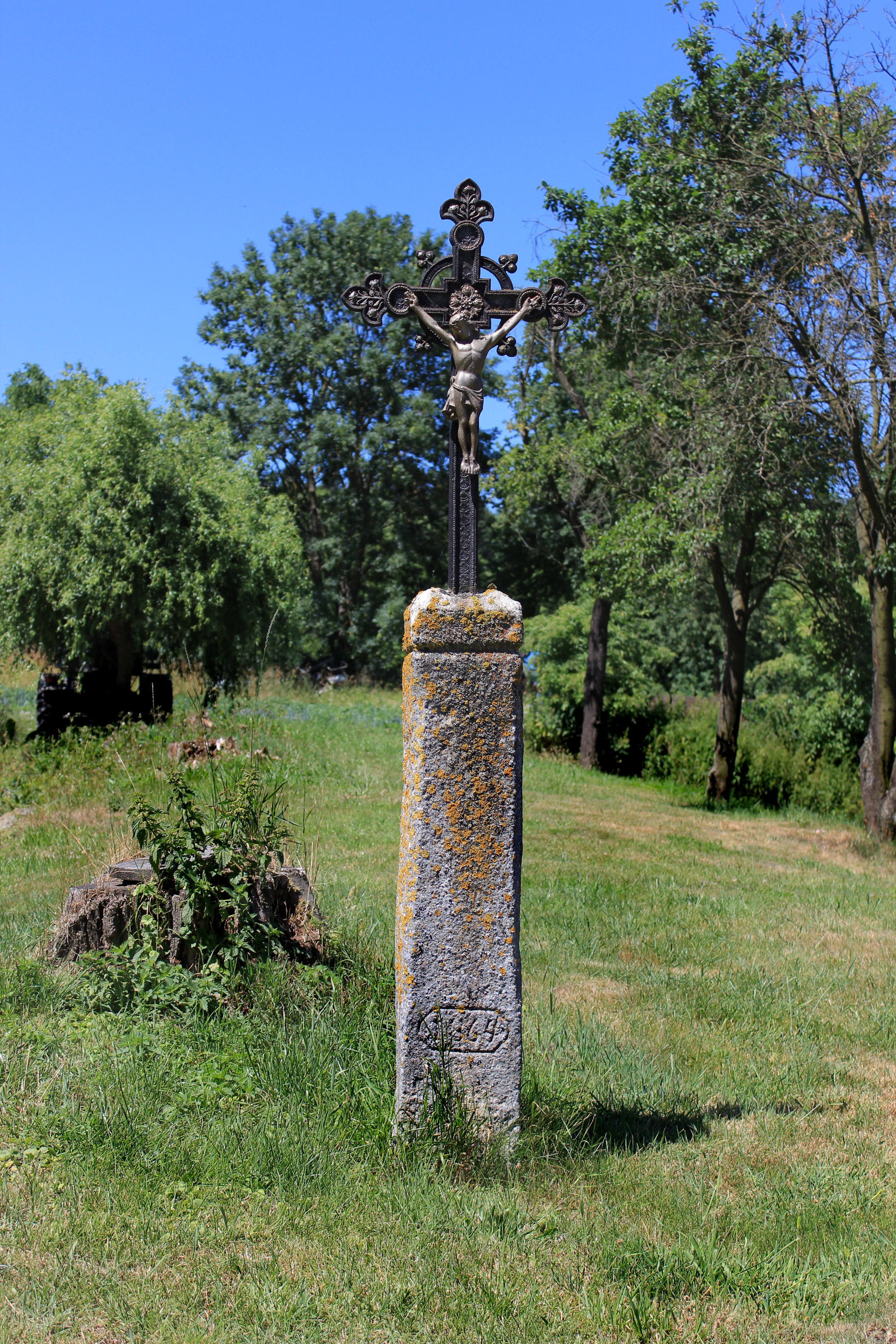
Křížek u rybníčku
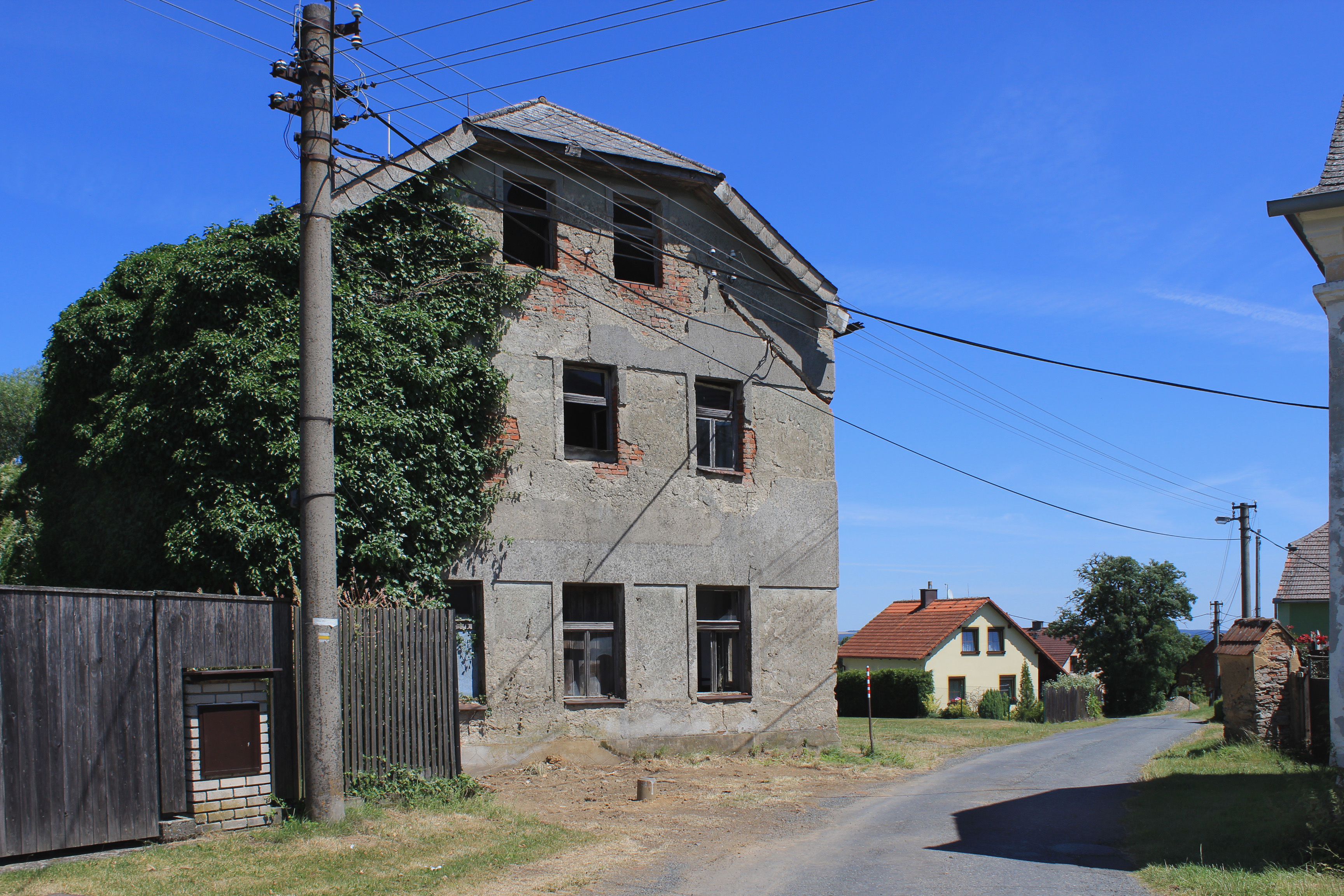
Rozpadající se dům čp. 6
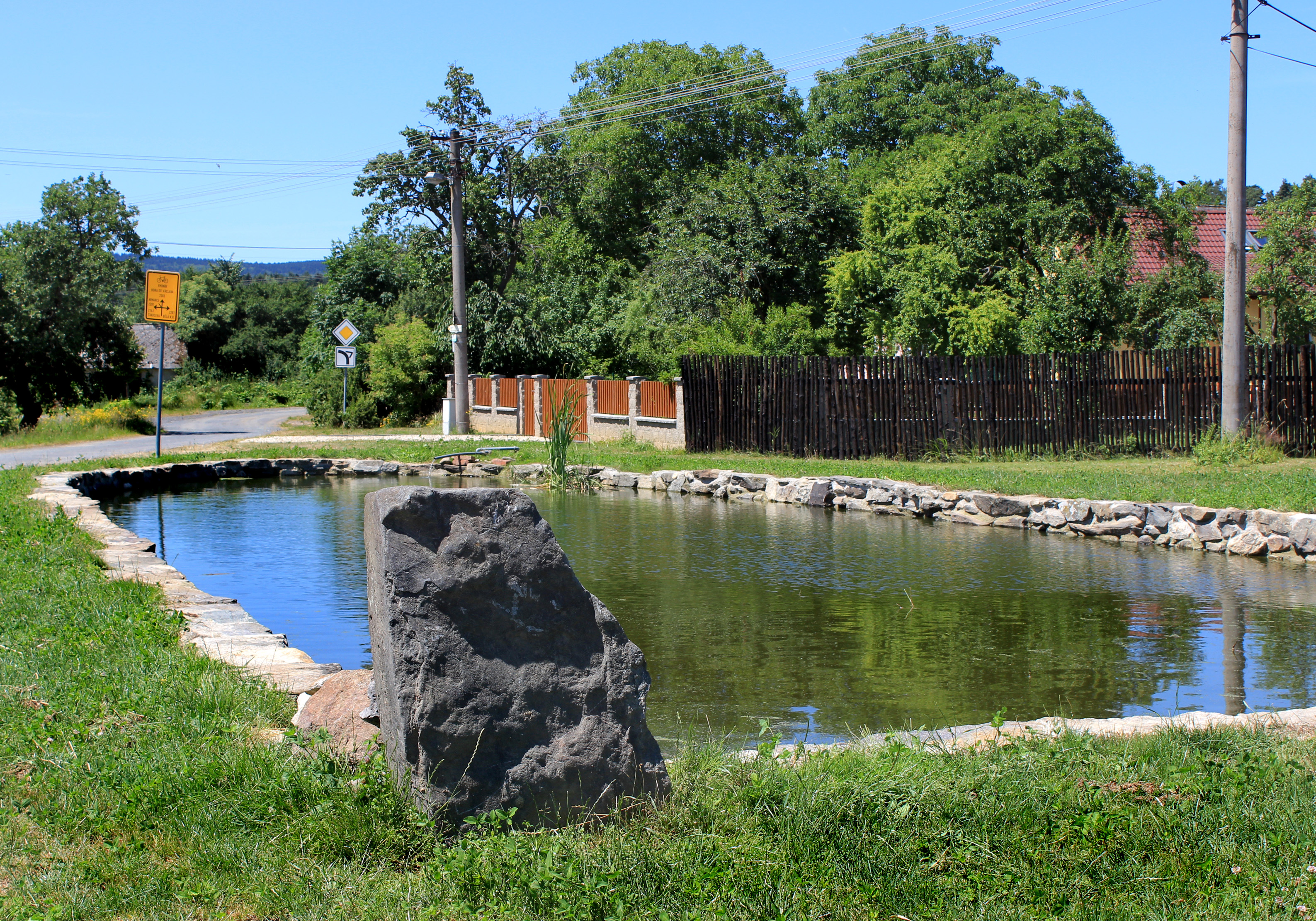
Rybníček na návsi